# Northern Girl
Northern Girl (em português: "A Rapariga do Norte") foi a canção que representou a Rússia no Festival Eurovisão da Canção 2002 que teve lugar em Tallinn, capital da Estónia, no dia 25 de maio desse ano. 
Essa canção foi interpretada em inglês, pela banda Primeiro Ministro. Os cantores na sua atuação eurovisiva vestiram fatos brancos. Foi a sétima canção a ser interpretada na noite do evento, a seguir à canção da croata Everything I Want, interpretada por Vesna Pisarović e antes da canção da Estónia, Runaway interpretada pela cantora sueca Sahlene. Terminou a competição em décimo lugar, tendo recebido um total de 55 pontos. Foi sucedida pela banda t.A.T.u., que interpretou o tema Ne Ver', Ne Boysia.

## Letra
A canção trata sobre uma rapariga que parecia ter um coração de gelo, mas que roubara o coração do cantor.

## Outras versões
A banda lançou também uma versão em russo intitulada Djevačka s sevjera.